# Mariana Pistoia
Mariana Nelz Pistoia, född 3 december 1998, är en brasiliansk fäktare som tävlar i florett.

## Karriär
Vid panamerikanska juniormästerskapen 2016 tog Pistoia guld tillsammans med Gabriela Cecchini, Ana Toldo och Nicole Camozzato i lagtävlingen i florett. Vid panamerikanska mästerskapen 2017 i Montréal tog hon brons tillsammans med Bia Bulcão, Gabriela Cecchini och Ana Toldo i lagtävlingen i florett. Under samma år tog Pistoia även guld i florett vid brasilianska mästerskapen efter att ha besegrat Bia Bulcão i finalen.
Vid sydamerikanska spelen 2018 i Cochabamba tog Pistoia guld tillsammans med Bia Bulcão och Gabriela Cecchini i lagtävlingen i florett. Vid panamerikanska mästerskapen 2018 i Havanna tog hon brons tillsammans med Bia Bulcão, Gabriela Cecchini och Ana Toldo i lagtävlingen i florett. Pistoia var även en del av det brasilianska laget som slutade på femte plats vid panamerikanska spelen 2019 i Lima.
Vid sydamerikanska spelen 2022 i Asunción tog Pistoia brons tillsammans med Bia Bulcão, Daphne Calazans och Talia Calazans i lagtävlingen i florett. Vid panamerikanska spelen 2023 i Santiago tog hon individuellt brons i florett. Vid panamerikanska mästerskapen 2024 i Lima tog Pistoia brons tillsammans med Bia Bulcão och Ana Toldo i lagtävlingen i florett. Vid olympiska sommarspelen 2024 i Paris blev hon utslagen i 32-delsfinalen i florett av filippinska Samantha Catantan.
Vid panamerikanska mästerskapen 2025 i Rio de Janeiro tog Pistoia brons tillsammans med Gabriella Vianna, Bia Bulcão och Ana Toldo i lagtävlingen i florett.